# 高々 (数学)
数学において、高々（たかだか）という表現は、英語の at most に対応した厳密な意味を持つ学術用語である。
「多くとも」、「以下」と同義であるが、文脈によってはこれらよりも好まれる場合もある。

## 意味
例えば、「xは高々2である」という表現は「xは多くとも2である」こと、すなわち「x≦2」を意味する。同様に「高々可算(at most countable)」は「有限個（1つもないというケースを含む）または可算無限個である」ということを意味する。これについては通常「可算以下」といった表現はしない。単に「可算」と言った場合も、数え上げることができるという意味で「高々可算」と同じ意味である場合もあるが、「可算」が可算無限のみを意味する場合もあるので、有限個でもよいということを明確に示したい場合に「高々可算」という表現が好まれる。
また、「高々有限個」は「有限個あるいは0個」であることを意味する。0も有限の値であるから、単に「有限個」あるいは「無限個ではない」と言うのと同じ意味であるが、0個の場合もあるということを明確に示したい場合に「高々有限個」という表現が好まれる。

## 使用例
- 体上の n 次方程式の解は、高々 n 個である。
- 有界な関数 (a, b) → R がリーマン可積分であるための必要十分条件は、不連続点が高々可算個であることである。

## 日常語との差異
日常語での「高々」は、「あまり多くはない」というニュアンスを持つが、数学における「高々」は、「高々可算」の用例があるように無限に存在する場合でさえ用いられ、否定的なニュアンスはほとんどない。また、日常語ではそのニュアンスを重視するため、数学における厳密な意味を持たない場合もある。例えば、1000人収容の会場に「客は高々100人だろう」と予想したとして、実際の客の入りが101人であれば、日常的には非常によい予想だったと受け止められるが、数学的には偽の命題とされる。逆に、「今日の最高気温は高々28℃だろう」と予想したとして、実際の最高気温が30℃であれば、日常的にも数学的にも、ともに偽の命題とされる。